# Хара-Мурин
Хара-Му́рин (бур. Хара мүрэн) — река в России, протекает по территории Тункинского района Бурятии и Слюдянского района Иркутской области. Впадает в озеро Байкал. Длина — 86 км, площадь водосборного бассейна — 1150 км².

## География
Берёт начало под Патовым плато из Патового озера в Хамар-Дабане на высоте 1843,8 м, течёт в северо-восточном направлении. Перед выходом на предбайкальскую низменность поворачивает на север, затем на северо-запад. Впадает в Байкал с юго-востока в 2 км западнее посёлка Му́рино. Основной приток — река Лангатуй (правый, в 7 км от устья).
Средний уклон реки — 15 м/км. По данным наблюдений с 1940 по 1997 год среднегодовой расход воды в районе посёлка Мурино
(4 км от устья) составляет 24,54 м³/с.
Вдоль реки идёт тропа, которая местами теряется. Хара-Мурин популярен среди водных туристов, река классифицируется по 4 категории сложности, с элементами 5 и 6 категорий.
Название реки образовано от бурятского хара — «чёрный» и мүрэн — «полноводная река».

## Данные водного реестра
По данным государственного водного реестра России и геоинформационной системы водохозяйственного районирования территории РФ, подготовленной Федеральным агентством водных ресурсов:
- Бассейновый округ — Ангаро-Байкальский
- Речной бассейн — Бассейны малых и средних притоков южной части озера Байкал
- Речной подбассейн — отсутствует
- Водохозяйственный участок — Бассейны рек южной части озера Байкал в междуречье рек Селенги и Ангары

## Притоки
Объекты перечислены по порядку от устья к истоку.
- 7 км: Лангатуй
- 28 км: Сайбат
- 36 км: Серебрянка
- 40 км: Кит-Кит
- 45 км: Сарамта
- 54 км: Нарин-Гол
- 58 км: Дзымха
- 66 км: Дзун-Байга
- 70 км: Байга